# موکرایا اورلوفکا
موکرایا اورلوفکا (انگلیسی: Mokraya Orlovka) یک شهرک در بخش گرایفسکی استان بلگورود کشور روسیه است.